# La Repubblica (dialogo)
La Repubblica (in greco antico: Πολιτεία?, Politéia) è un'opera filosofica in forma di dialogo, scritta approssimativamente tra il 380 e il 370 a.C. dal filosofo greco Platone, la quale ha avuto enorme influenza nella storia del pensiero occidentale. Il titolo originale dell'opera è la parola greca πολιτεία. La Repubblica, che è la traduzione tradizionale del titolo, è un po' fuorviante, derivata dal latino, e in particolare da Cicerone. Una traduzione più precisa potrebbe essere La Costituzione. È composta da 10 libri: il primo tratta il tema della giustizia e funge da introduzione per i due libri successivi, in cui Platone espone la sua teoria di "Stato ideale". Quarto e quinto libro si occupano del rapporto tra cose e idee, tra mondo sensibile e sovrasensibile (Iperuranio). Sesto e settimo libro descrivono la teoria della conoscenza, ottavo e nono dello Stato e della famiglia e infine il decimo dell'immortalità dell'anima con il Mito di Er.
L'opera ruota intorno al tema della giustizia, sebbene il testo contenga anche una moltitudine di altre teorie platoniche, come il mito allegorico della caverna, la dottrina delle idee, la concezione della filosofia come dialettica, una versione della teoria dell'anima differente rispetto a quella già trattata nel Fedone e il progetto di una città ideale, governata in base a principi filosofici. Quest'ultima è l'esempio più celebre di quelle teorie politiche che col passare dei secoli prenderanno il nome di utopie. Scritta in forma dialogica, La Repubblica riguarda ciò che viene detto φιλοσοφία περὶ τὰ ἀνθρώπινα ("filosofia delle cose umane"), e coinvolge argomenti e discipline come l'ontologia, la gnoseologia, la filosofia politica, l'economia, l'etica medica e l'etica in generale.
La Repubblica si presenta come un'opera organica, enciclopedica e circolare, concernente, più in generale, il rapporto tra universale e particolare. L'opera è strutturata in dieci libri e ha per protagonista Socrate, ma un Socrate che, come molti studiosi hanno ben visto, è decisamente diverso da quello degli altri dialoghi, e che in più punti va modificandosi, a poco a poco, in un processo di katábasis, indicato nella frase iniziale del dialogo: «Ieri scesi al Pireo…». Questo processo di purificazione porta Socrate ad abbracciare a poco a poco delle tesi che non sono sue, bensì appaiono di natura piuttosto platonica, e legate soprattutto al momento storico che Platone viveva dopo la guerra del Peloponneso: la presa della città ad opera di Crizia, il quale instaurò il governo dei Trenta Tiranni, la caduta del governo oligarchico, la restaurazione della democrazia ateniese, e nel 399 a. C. il processo e la condanna a morte del maestro Socrate. Vediamo quindi il vecchio filosofo esporre teorie che vanno dalla parità dei sessi, alla condivisione delle proprietà private, alla scomparsa della famiglia, e all'obbligo, per coloro che fossero destinati a essere i phylakes ("guardiani") a non avere nessun guadagno dal loro lavoro ed essere mantenuti a spese dei cittadini.

## Personaggi
- Socrate: filosofo, maestro di Platone, che inizia a introdurre, e poi ad approfondire, il tema della città ideale;
- Trasimaco: sofista, che avvia la discussione, inizialmente sostenendo che la giustizia sia l'"utile del più forte";
- Cefalo: anziano proprietario della casa dove si svolge il dialogo, felice d'aver accumulato beni materiali, sostiene che in ciò consistano giustizia e felicità nella vita;
- Glaucone: allievo di Socrate che lo accompagna da Cefalo;
- Polemarco: allievo di Socrate;
- Adimanto: allievo di Socrate.

## Contenuto

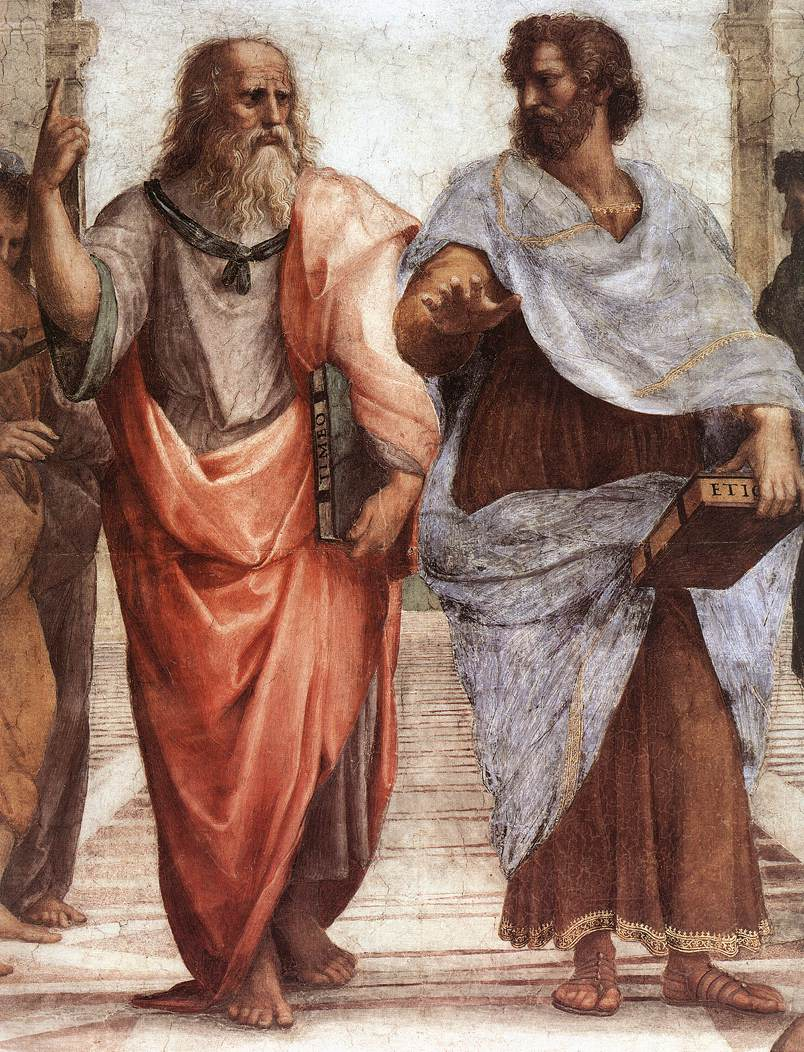
Particolare della Scuola di Atene di Raffaello, con Platone e Aristotele

- Libro I: Socrate giunge in casa di Cefalo, dopo aver assistito alle feste Bendidie di Atene. Cefalo si dimostra felice per essere riuscito a recuperare i beni perduti dal padre, offrendo il proprio modello di felicità e giustizia. Polemarco, figlio di Cefalo, dice la sua sulla giustizia, ossia fare il bene agli amici e il male ai nemici. Infine parla l'irruente Trasimaco, sostenendo che la giustizia è l'utile di chi è più forte. Socrate interviene una prima volta, dicendo che se i più forti al potere fossero tiranni, potrebbero fare il male di tutti. Socrate lo contraddice ancora, arrivando alla conclusione che l'ingiustizia vuole predominare sia sull'ingiusto che sul giusto, perché molto facilmente con l'ingiustizia si ha il controllo. La giustizia allora sarebbe qualcosa all'infuori delle umane capacità. Infatti la giustizia è virtù dell'anima, come dice Socrate, al contrario di Trasimaco, che vede l'ingiustizia una virtù.
- Libro II: Intervento di Glaucone su tre tipologie di beni: i beni desiderabili solo per sè, i beni desiderabili per sè e per gli effetti che procurano e i beni apprezzabili solo per i loro effetti. Anche per Glaucone la giustizia dell'uomo consiste nel trarre vantaggi propri, anche se Socrate sostiene che il vero bene sarebbe la perpetuazione della seconda categoria. Per Glaucone insomma c'è il timore di una ingiustizia impunita, e che dunque necessiti la forza del potere. Visto che la vera giustizia per l'uomo comune sarebbe una "ingiustizia mascherata", per mantenere l'equilibrio cittadino, Socrate allora propone l'analisi della giustizia in una "Città Ideale", partendo dalle origini, dal nucleo primitivo.

La città è un semplice villaggio di contadini con precisi compiti, poi si amplia, e necessita un corpo di guardia, e successivamente una coscienza del popolo, che consiste nell'educazione e nello studio del sapere. Socrate dunque espone i vari compiti di ogni cittadino, dalle guardie allo studio della conoscenza. 
- Libro III: le guardie della città rivestono un ruolo speciale, dunque devono pensare solamente al loro dovere, senza la corruzione dei pensieri dalla poesia e dalla letteratura. Socrate distingue tre tipologie della poesia, imitativa, narrativa e mista. Le guardie non devono ispirarsi all'imitazione, se non per azioni virtuose. Le successive educazioni riguardano l'attività ginnica e medica, nonché giuridica, dato che ogni componente principale della città deve mantenere un corpo sano e un'anima pura.
- Libro IV: Adimanto chiede se i guardiani, con le loro limitazioni, siano felici, e Socrate obietta che nella città ogni individuo è per natura felicissimo del proprio compito assegnatogli. La presenza della giustizia nella città infatti è data da tre virtù: sapienza, coraggio, temperanza. Successivamente Socrate analizza i due tipi dell'anima, concupiscibile e irascibile, paragonandola ai cavalli della città, il nero e il bianco, guidati da un cocchiere moderatore, ossia l'uomo.
- Libro V: Successivamente Socrate passa alla descrizione del rapporto familiare nella città, basato sulla comunanza di donne e figli. I matrimoni, celebrati tra cittadini "migliori", favoriscono il bene della città, e i figli debbono trovarsi in comunanza con tutti gli altri cittadini, poiché le attitudini sono di tutti. Infatti nessuno, per Socrate, in qualità di cittadino, se "migliore", è diverso dall'altro. Socrate per questo deplora le varie lotte tra poleis della Grecia, sostenendo la fratellanza comune.

Di seguito prosegue con l'elevazione dell'attività filosofica, di estrema importanza per la politica. Il filosofo deve praticare la ricerca ossessiva della verità, e dunque per amore di conoscenza, non è portato a compiere correzioni e danni, dunque il miglior rappresentante di politica per la città ideale. 
- Libro VI: Il filosofo è il solo conoscitore della verità, dunque ancora più portato a governare saggiamente. Socrate traccia uno spaccato della multiforme politica greca, composta da aristocrazia, oligarchia e democrazia. Necessita che il filosofo puro comandi, poiché ogni forma di governo dell'uomo, da un inizio positivo, cade nella corruzione. Tali governi inoltre hanno sempre disprezzato il filosofo, ponendo il volgo ignorante a odiarlo e sbeffeggiarlo, preferendo la schiavitù. Tali principi sono esposti da Socrate nell'"allegoria della nave", in cui il nocchiero è un vecchio cieco, saggio, e il timone è costantemente conteso tra gli uomini di bordo che vogliono governare.

Socrate descrive l'idea di Bene: è come un sole che nella sua perfezione illumina di saggezza; successivamente traccia una linea in quattro segmenti: immagini sensibili, oggetti sensibili, enti matematici e Idee, conoscibili attraverso, rispettivamente, l'immaginazione (εἰκασία), la credenza (πίστις), la ragione discorsiva (διάνοια) e l'intellezione (νόησις). 
- Libro VII: Socrate traccia il "mito della caverna", per fare capire la profondità oscurantista di ignoranza in cui l'uomo si trova, da dove deve riuscire a liberarsi per trovare la vera "luce" di sapienza. Dopo la presa di coscienza dell'esistenza di un altro mondo migliore e veritiero, Socrate prescrive per l'individuo lo studio delle principali arti, ossia la matematica, la geometria e la dialettica.
- Libro VIII: Passo indietro di Socrate, ossia l'analisi più approfondita della felicità del Giusto e dell'Ingiusto. Socrate tratta delle principali forme di governo, come aristocrazia (che Platone predilige), oligarchia e democrazia.[4] che, da un buon inizio, col tempo si corrompono e sconfinano nelle forme peggiori di governo, come timocrazia, oligarchia, demagogia e tirannide. A causa del "numero nuziale", che si ripete a causa dell'impulsività dell'animo umano e delle sue corruttele, è necessario l'intervento del filosofo.
- Libro IX: Socrate si sofferma sulla forma peggiore di governo, la tirannide, da contrapporre al buon governo filosofico. Il tiranno, benché abbia il controllo mediante la paura, è lui stesso schiavo delle proprie passioni. Passando allo stato ideale, Socrate elenca i giusti piaceri del filosofo, ossia quelli razionali, superiori alle due parti irrazionali dell'anima. Successivamente Socrate passa all'esame metafisico dei piaceri, calcolando in 729 anni la separazione tra il filosofo governante e il tiranno, poi alla ripartizione dell'anima in un mostro policefalo, un leone e infine un uomo. L'uomo grazie al leone domina il mostro, garantendo la giustizia.
- Libro X: La discussione riguarda la poesia e l'imitazione. Chi imita non ha scienza retta di ciò che esegue, come il poeta che imita gli oggetti sensibili. L'arte, dunque, genera per Socrate un'illusione nell'anima, facendo leva sulle passioni nascoste; in ciò mostra disprezzo verso la commozione che scaturisce dalla tragedia greca. Perciò è necessario il bando dalla città ideale per Omero e gli altri poeti. Terminando il discorso, in contrapposizione ai miti poetici relativi alle  ricompense dopo la morte, Socrate espone il "mito di Er", dopo aver ribadito la dimostrazione dell'immortalità dell'anima. La purezza dell'anima, infatti, si può ottenere solo dopo che si è affrancata dalle limitazioni del corpo umano, meritevole dunque del premio concesso dopo la morte, ossia la vita eterna nella contemplazione della verità.

## I temi dellaRepubblica
La Repubblica risale al periodo cosiddetto della maturità di Platone, e l'interpretazione tradizionale la considera come un nuovo tentativo di dare una risposta soddisfacente alle obiezioni avanzate in precedenza da Callicle nel Gorgia, secondo cui la virtù e le leggi della polis sono un trucco escogitato da una massa di deboli per irretire la brama di potere degli individui migliori, pochi di numero ma portati per natura a governare. A questo proposito, si noti la vicinanza tra le tesi di Callicle e quelle di Trasimaco nel Libro I.
Il dialogo si svolge tra Socrate e vari suoi amici, tra cui alcuni familiari di Platone (anche se l'autore non figurerà mai nel dialogo, compariranno Glaucone e Adimanto, suoi fratelli maggiori). Il dialogo si apre con il racconto di Socrate il quale, mentre torna in compagnia di Glaucone dalle celebrazioni per la dea Bendis, si imbatte lungo la strada in Polemarco, Adimanto e nei loro amici, i quali invitano i due a recarsi a casa di Cefalo e Polemarco per partecipare ai festeggiamenti previsti per la serata. È quindi in casa di Cefalo e Polemarco che ha luogo la lunga discussione narrata nella Repubblica, in cui Socrate dialoga dapprima con Cefalo e Polemarco (i padroni di casa), poi deve vedersela con Trasimaco, e infine, dal Libro II al X, discute con Glaucone e Adimanto.
Dal punto di vista del contenuto, nel dialogo si possono individuare due blocchi connessi tra di loro: i Libri I-V e i Libri VIII-IX sono di carattere etico-politico e trattano il tema della giustizia, mentre il blocco che va dalla seconda metà del Libro V ai Libri VI-VII tratta di argomenti più squisitamente filosofici. Il Libro X, infine, che riprende i temi dell'educazione e dell'arte, e narra il celebre mito di Er, sembrerebbe avere una funzione di appendice.

### Libro I: sulla giustizia

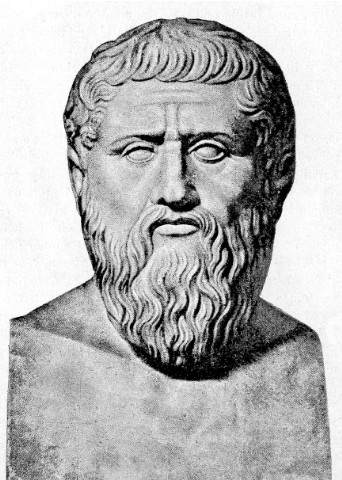
Ritratto di Platone

Dopo una breve discussione sul rapporto tra giustizia e vecchiaia, l'attenzione dei partecipanti si sposta sulla giustizia in sé: ci si domanda se questa sia più o meno conveniente rispetto all'ingiustizia. La prima definizione di giustizia, proposta da Polemarco, è attribuita a Simonide: "Rendere a ciascuno il dovuto (τὰ ὀφειλόμενα)". Equiparando questa definizione alla seguente: "Giusto è beneficare gli amici e danneggiare i nemici.", Socrate inizia la confutazione di tale opinione facendo notare che, se si accetta ciò, ne deriva che la giustizia può essere utile in tempo di guerra, ma non in tempo di pace, poiché essa sarebbe "inutile per l'uso di ciascuna cosa, e utile invece quando non se ne fa uso": a essa sarebbe infatti preferibile, volta per volta, l'arte "specifica" per la situazione.
La confutazione prosegue su altre linee: l'uomo giusto, essendo il miglior custode di denaro, sarà anche il miglior ladro (secondo il principio, esagerato per l'occasione, per cui "chi è molto abile nell'attaccare lo è anche nel difendersi"); e ancora (questa è la linea di attacco più forte), danneggiare qualcuno non può condurre che a un suo peggioramento: ma la giustizia non può rendere più ingiusti, così come la musica non può rendere musicalmente ignoranti. La definizione di cui sopra è pertanto confutata.

#### Trasimaco: la giustizia è l'utile del più forte
A questo punto interviene con veemenza Trasimaco, che propone una nuova definizione: "La giustizia è l'utile del più forte", ossia, come specificato poco dopo, l'"utile del potere costituito" (τὸ τῆς καθεστηκυίας ἀρχῆς συμφέρον). Trasimaco, in realtà, propone un concetto di giustizia di tipo prettamente politico, essenzialmente avulso dalla sfera morale. Il primo attacco da parte di Socrate consiste nel seguente sillogismo:
1. bisogna ammettere (come per altro fa Trasimaco) che i governanti possano, nel legiferare, ingannarsi e promulgare leggi contro il proprio interesse (Premessa 1);
2. ma si è assodato che è giusto obbedire sempre ai governanti (Premessa 2);
3. ergo, è giusto nuocere ai governanti, ossia andare contro il loro interesse (Conclusione).

Questo frettoloso argomento rileva la non-equivalenza dei due enunciati: "giusto è fare l'utile del più forte" e "giusto è obbedire sempre al più forte", in quanto il più forte potrebbe dare ordini contrari al proprio interesse. Trasimaco, però, si affretta a specificare che egli, quando parla di "governante", intende una persona che, nella misura in cui detiene il potere, non sbaglia mai a legiferare: se sbagliasse, non lo farebbe in quanto governante, ma in quanto uomo.
Il nuovo attacco di Socrate verte sul fatto che ogni arte opera l'interesse di ciò per cui essa esiste (per esempio, l'ippica fa l'interesse dei cavalli, la medicina fa l'interesse del corpo...), e che è ad essa subordinato (questa asserzione però non viene giustificata); da ciò, Socrate deriva che ogni arte fa l'interesse del "più debole", non del più forte, come sostiene Trasimaco.
Ma Trasimaco non si dà per vinto: per prima cosa, egli sostiene, chi giova ai propri sottoposti lo fa solo per tornaconto personale. In secondo luogo (e questa è la tesi più forte e interessante) la giustizia non è affatto più forte dell'ingiustizia, bensì il contrario. La prima, infatti, è l'utile del più forte, e pertanto non fornisce alcun vantaggio ai deboli; la seconda, invece, consente di avere la meglio in ogni accordo privato e pubblico, di guadagnare denaro e reputazione e persino di instaurarsi al potere con un colpo di Stato: il tiranno, cultore della "somma ingiustizia", è appunto sommamente felice e ricco, così come l'ingiustizia, e non la giustizia, è utile e vantaggiosa di per se stessa.

#### La confutazione socratica di Trasimaco

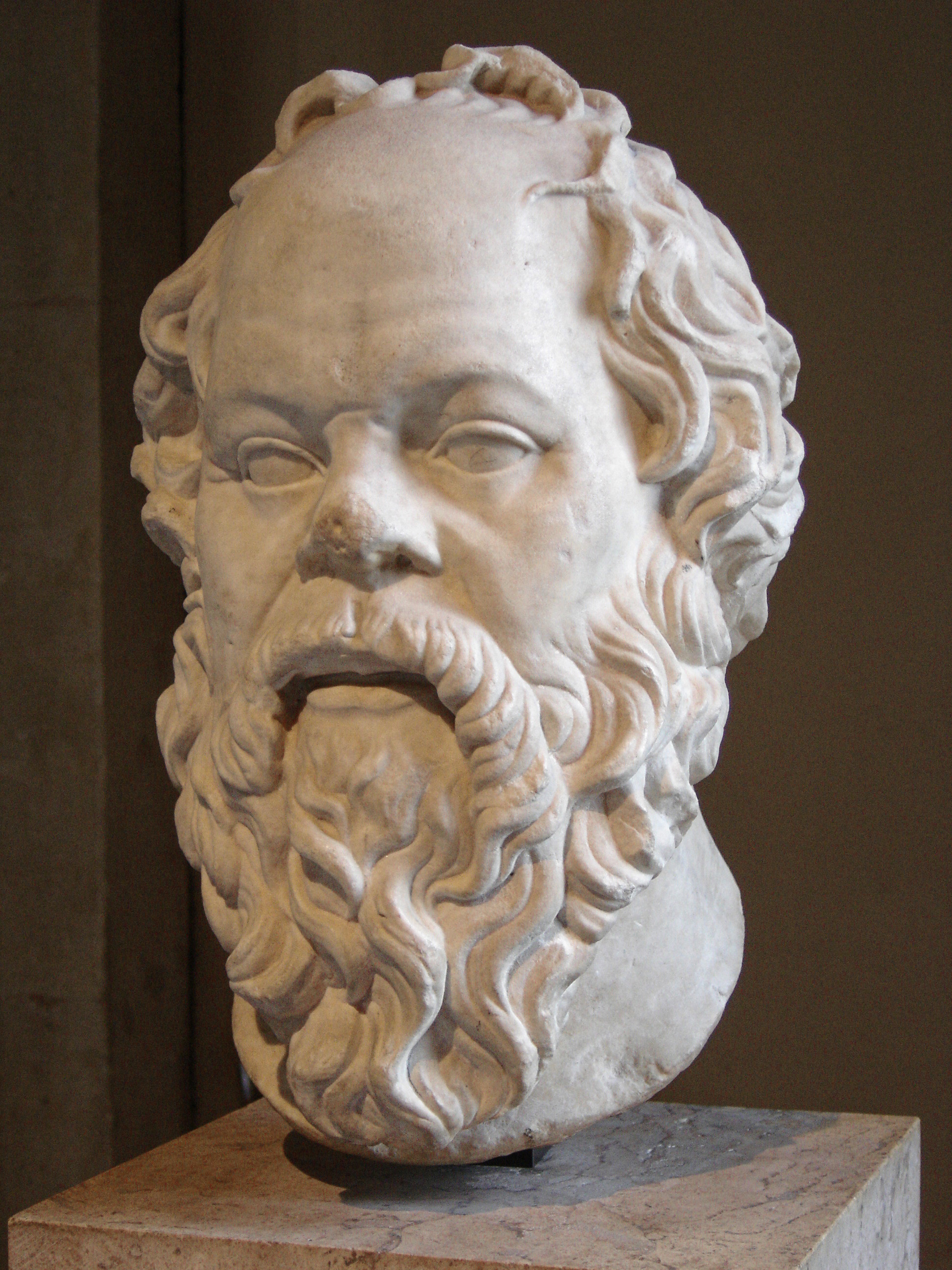
Ritratto di Socrate

Alla prima asserzione Socrate replica che chiunque tragga vantaggio dalla propria arte (ad esempio un medico) non lo fa tramite quella stessa arte (la medicina), ma tramite la capacità di farsi pagare per essa (ossia associando a essa l'"arte del salario", μισθωτικὴ τέχνη), tant'è che un professionista, fa notare Socrate, sarebbe utile anche se non si facesse pagare. Non per nulla, continua il filosofo, i cittadini giusti salgono al potere a malincuore perché costretti, e non spontaneamente, come invece farebbero se fosse un compito gradito.
Per quanto riguarda il secondo punto, Socrate comincia chiedendo a Trasimaco di esprimere più chiaramente la propria tesi; al che egli arriva a definire "virtù" e "accortezza" (εὐβουλία) l'ingiustizia, e "ingenuità" (εὐήθεια) la giustizia. Egli anzi identifica le persone ingiuste con quelle accorte e intelligenti, e i giusti con gli stupidi e gli ingenui. Socrate e Trasimaco si accordano inoltre che chi è giusto tenta di prevalere sugli ingiusti, ma non sui giusti, mentre chi è ingiusto vuole prevalere su tutti. A questo punto, Socrate ricorre a esempi di persone sapienti (il musicista, il medico) dimostrando che chi è saggio non tenta di avere la meglio sui saggi, ma solo sugli stolti, mentre gli ignoranti desiderano prevaricare tanto i saggi quanto gli altri ignoranti. Da questa similitudine, egli induce che chi è giusto è anche saggio, mentre chi è ingiusto è stolto (le due coppie di classi, infatti, presentano le medesime caratteristiche). La confutazione è a questo punto fatta. Socrate, tuttavia, continua la discussione aggiungendo per prima cosa che, essendo ignoranza, l'ingiustizia non può essere più forte della giustizia (che è sapienza); e che, evidentemente, l'ingiustizia genera odio e discordia, e quindi debolezza, nei rapporti e nelle associazioni tra uomini, e persino in seno a un singolo individuo o a una singola città. Non solo: gli dèi sono giusti, e pertanto amici di chi è giusto. Da ultimo, Socrate dimostra che ogni cosa svolga una funzione lo fa per una propria virtù: poiché dunque la vita è funzione dell'anima, e la virtù dell'anima è proprio la giustizia, quest'ultima è l'unica garante di una vita felice, e perciò va coltivata e considerata utile e vantaggiosa.
Alla fine del libro, Socrate riconosce tuttavia che il suo discorso non ha fruttato il risultato sperato: non è ancora stato chiarito, infatti, che cosa sia esattamente la giustizia (se ne è semplicemente riconosciuta l'utilità, e si è ammesso che essa deve essere una qualche virtù). Si ha dunque una aporia, cioè un dialogo che non porta da nessuna parte, inconcludente.
Il Libro I può essere in effetti considerato un'unità relativamente autonoma, e recenti studi stilometrici fanno ritenere probabile che sia stato scritto precedentemente e separatamente rispetto agli altri nove, forse un dialogo a sé stante successivamente inglobato come proemio alla Repubblica. A questo riguardo, però, gli studiosi sono divisi: Dümmler ha ipotizzato che il Libro I sia stato inizialmente diffuso come dialogo autonomo, forse con il titolo di Trasimaco, sebbene non si possa escludere che Platone, nello scrivere questo libro, avesse già in mente un'opera più ampia, alla cui stesura ha atteso per decine di anni.. Decisamente contrario all'autonomia del Libro I è Charles Kahn, che in più opere ha sottolineato lo stretto legame che unisce le diverse parti della Repubblica.

### Libri II-III: la fondazione dello Stato ideale

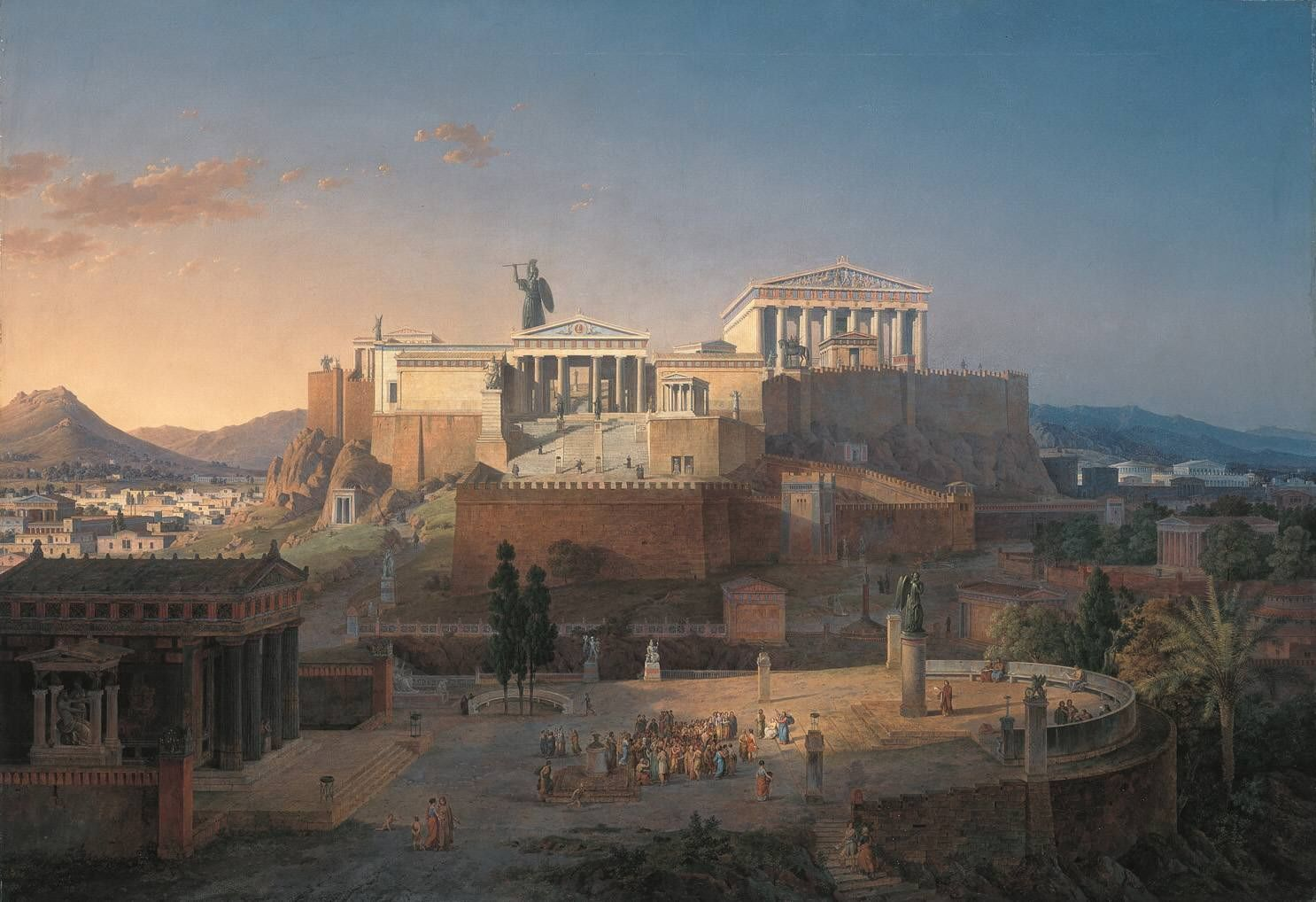
Ricostruzione idealizzata dell'Acropoli di Atene, opera di Leo von Klenze (1846)

Si entra così nel vivo del dialogo. Glaucone, nell'incipit del Libro II, divide i beni in tre parti: desiderabili per sé, desiderabili per sé e per i vantaggi che portano, desiderabili solo per i vantaggi che portano. Mentre la maggior parte degli uomini inserirebbe la giustizia nel terzo gruppo, Socrate la inserisce nel secondo poiché, a suo dire, non porta bene soltanto agli altri ma anche a sé stessi.
Successivamente, viene chiesto a Socrate di cercare di definire la giustizia in sé, cioè l'idea (εἶδος) di giustizia, evitando i soliti argomenti di elogio e cercando inoltre di dimostrare che essa è sempre più vantaggiosa dell'ingiustizia (fugando quindi le tesi sostenute da Trasimaco). Tuttavia, Socrate si trova in difficoltà, perché non riesce a circoscrivere la giustizia nell'individuo: si appresta allora a ricercarla all'interno dello Stato, ritenendo di poter assistere, parallelamente alla nascita di uno Stato, anche alla nascita della giustizia, in una versione "ingrandita" (stante l'analogia tra giustizia nello Stato e giustizia nell'individuo) che permetterà di giungere più facilmente alla risposta.

#### Lo sviluppo della polis
Socrate inizia a delineare la nascita di una polis: inizialmente si tratterà di un piccolo villaggio abitato da contadini e artigiani, riunitisi per sostenersi l'un l'altro, i quali vivono dei frutti del lavoro, vestono semplicemente e consumano pasti frugali; in seguito però, su richiesta di Glaucone, la piccola polis si allarga, introducendovi ricchezze, lussi e nuove figure di lavoratori, come mercanti e artigiani di beni di lusso, cuochi, allevatori e soldati. Socrate mostra come, nell'evoluzione che porta dalla prima polis alla seconda, ci sia una progressiva degenerazione fisica e morale. A questo punto, si affaccia l'idea di uno Stato ideale e perfetto.
Nello Stato ideale proposto da Socrate si impone al cittadino di fare il solo mestiere che gli è stato attribuito direttamente dallo Stato. La divisione del lavoro è infatti alla base della creazione di una comunità di cittadini, i quali non sono in grado di sopperire da sé a ogni esigenza, ma sono costretti a collaborare e dividersi i compiti: per questo motivo, ognuno dovrà specializzarsi in una techne ed eseguire solo quella. Inoltre, Socrate tiene a precisare che oltre agli artigiani specializzati dovranno esservi anche soldati addestrati esclusivamente all'arte della guerra, la quale è una techne al pari delle altre. Egli divide quindi i cittadini in tre classi-funzione: gli artigiani, classe più bassa con l'obiettivo di lavorare e procurare i beni materiali, i guardiani (φύλακες, phýlakes), che invece dovranno proteggere lo Stato, e infine i governanti o filosofi (ἄρχοντες, árchontes), gli unici in grado di governare lo Stato con morigerata saggezza.
Queste classi-funzione sono dinamiche, e non attribuite alla nascita: durante l'educazione selettiva viene determinato che cosa l'individuo sia più adatto a fare poiché, come Socrate spiega nel mito delle stirpi, ognuno possiede un'indole che indirizza l'individuo a uno solo dei tre percorsi.

#### L'educazione dei cittadini
Il modello educativo di Platone (paideia) si basa sulla selezione per tappe: il giovane è sottoposto a una prima educazione da parte dello Stato comprendente la ginnastica e l'educazione al combattimento (ossia l'esercizio del corpo), e la musica, che rappresenta l'amore per il bello (ossia l'esercizio dello spirito); se l'educando si dimostra all'altezza, egli viene privilegiato e educato alla matematica, col fine di diventare stratega, e all'astronomia, disciplina solo teorica il cui fine è elevare l'animo. Infine, tra i migliori vengono scelti coloro che, per diventare buoni governanti, intraprenderanno lo studio della filosofia e della dialettica, la massima scienza. A questo proposito, Socrate tratta anche il tema della conoscenza, spiegando che ne esistono tre tipologie: l'ignoranza, che è mancanza di conoscenza, la scienza, che è conoscenza di ciò che è (τὸ ὄν), e l'opinione, che è conoscenza insieme di ciò che è e di ciò che non è, cioè del divenire (τὸ γενέσθαι).

#### L'organizzazione interna dellaKallipolis
Oggetto fondamentale degli interrogativi proposti dalla Repubblica è, dunque, la natura della giustizia; il motore del dialogo è la domanda: «Che cos'è la giustizia? (Τί ἐστι ἡ δικαιοσύνη;)». Il punto di partenza e quello d'arrivo sono dati dalle domande: «Come conciliare il sapere con l'esercizio della giustizia?», «Come tradurre in ordinamento che coinvolge tutti i membri della comunità?», «Quanto un uomo può razionalmente conoscere?», e infine: «È possibile trovare con la ragione un ordinamento che sia razionale, ma di una razionalità che contempli l'effettiva giustizia?».
Partendo da questi temi, Platone, tramite le parole di Socrate, costruisce uno Stato ideale dove vige una giustizia teoricamente perfetta, definita Kallipolis. La città deve essere pensata in rapporto alla tripartizione dell'anima del singolo uomo, e quindi essere ripartita in tre classi sociali: aurea (governanti-filosofi), argentea (guerrieri), bronzea (lavoratori).
- Classe dei lavoratori (popolo)
  - caratteristica: la temperanza (σωφροσύνη)
  - parte dell'anima: "concupiscibile" (ἐπιθυμητική)
- Classe dei guardiani (φύλακες o guerrieri)
  - caratteristica: il coraggio (ἀνδρεία)
  - parte dell'anima: "irascibile" o "passionale" (θυμοειδής)
- Classe governativa (re-filosofi)
  - caratteristica: saggezza (σοφία)
  - parte dell'anima: "razionale" (λογιστική)

La classe dei governanti-filosofi deve stare al potere, in quanto classe di innata sensibilità, di inesauribile curiosità intellettuale; i filosofi vogliono capire e non solo constatare, ma anche far funzionare la convivenza. Essi sono pertanto gli unici che dispongono dei mezzi intellettuali appropriati per non far sprofondare la città nel caos e nel conflitto interno ed esterno. Scrive a proposito Francesco Adorno:
Questa divisione non è però operata dagli stessi uomini, bensì dalla natura, una forza superiore all'uomo, che rende lo stesso cittadino tale fin dalla nascita: non esiste un individuo apolide. Lo Stato ha un'origine naturale: si tratta di una teoria che si differenzia da quelle moderne, propense a pensare lo Stato come oggetto di un contratto preciso.

### Libri IV-V: l'armonia delle parti
Dopo aver svolto un confronto tra le varie tipologie di governo e accertato che quella teorizzata fino a ora sia la migliore, Socrate definisce le virtù che lo stato deve possedere: la sapienza, propria dei governanti, che rende capaci di reggere lo stato; il coraggio, proprio dei guardiani, utile per salvaguardare i propri membri dalle cose temibili e dalla natura; la temperanza, cioè il contenimento dei piaceri e degli appetiti; infine, la giustizia, definita come ordine e armonia tra le varie parti dello stato. 
Nel libro IV viene chiesto a Socrate come il guardiano possa nel tempo libero dal suo compito trovare la felicità essendo costretto a adempiere sempre ai suoi doveri. Socrate risponde che la felicità per il guardiano consiste proprio nell'assolvere al suo dovere poiché egli è stato generato proprio per questo particolare ruolo: garantire la perpetuazione della giustizia.
Trovata la giustizia nello stato giusto, viene ricercata nell'uomo giusto: l'anima è divisa in razionale, irascibile e concupiscibile e la giustizia esiste solo quando le tre parti sono in armonia tra di loro. Socrate arriva allora alla conclusione che il tiranno è l'uomo più infelice, al contrario di ciò che pensavano inizialmente i suoi amici; infatti, egli è ingiusto e vive nel terrore, ma soprattutto è solo, non ha amici ed è circondato da persone corrotte e malvagie. Oltre a questi temi, nel libro V Socrate traccia il quadro della famiglia della città ideale, sembrando mostrare una particolare misoginia per il ruolo femminile nell'ambito della famiglia.
In realtà Socrate sostiene che la differenza fra i due sessi non è nel genere ma solo nella debolezza naturale della donna di condurre certe attività con la stessa intensità a confronto dell'uomo:
(La Repubblica, 455d)
ma questo non vuol dire che non possano esserci donne in grado di ascendere ai più alti gradi della Repubblica.

### Libri VI-VII: la metafora della linea e il mito della caverna
I Libri VI e VII della Repubblica affrontano temi di filosofia teoretica e gnoseologia. Più nello specifico, Platone si sofferma qui sulla attività della conoscenza, che dalle cose empiriche e sensibili porta alle idee e in particolare all'idea del Bene (la quale, come si vedrà a breve, occupa uno status particolare rispetto alle altre). Per spiegare la propria teoria della conoscenza, Platone ricorre a due immagini tra le più celebri: la metafora della linea e il mito della caverna.
Nella seconda metà del Libro VI, dopo aver parlato dell'idea del Bene, Platone per bocca di Socrate espone la metafora della linea:
(Repubblica, VI, 509d-510a)
Ognuno dei due segmenti viene cioè diviso a sua volta in due sezioni, per ottenere in tutto quattro parti disuguali, che corrispondono ai quattro piani della conoscenza, come raffigurato nello schema che segue.
| immaginazione (εικασία) | credenza (πίστις) |

| pensiero discorsivo (διάνοια) | intellezione (νόησις) |

Al livello più basso della conoscenza vi è l'opinione (doxa), la quale si rivolge agli oggetti sensibili, i quali, come verrà spiegato ancora meglio in seguito con il mito della caverna, non sono reali ma mere apparenze, ombre. La vera conoscenza è quella che si rivolge alla realtà in sé, non alle apparenze, ma agli oggetti reali di cui gli oggetti sensibili sono solo imitazioni. Solo la conoscenza intelligibile, cioè concettuale, assicura quindi un sapere vero e universale; l'opinione invece, fondata sui due stadi inferiori del conoscere, è portata a confondere la verità con la sua immagine.

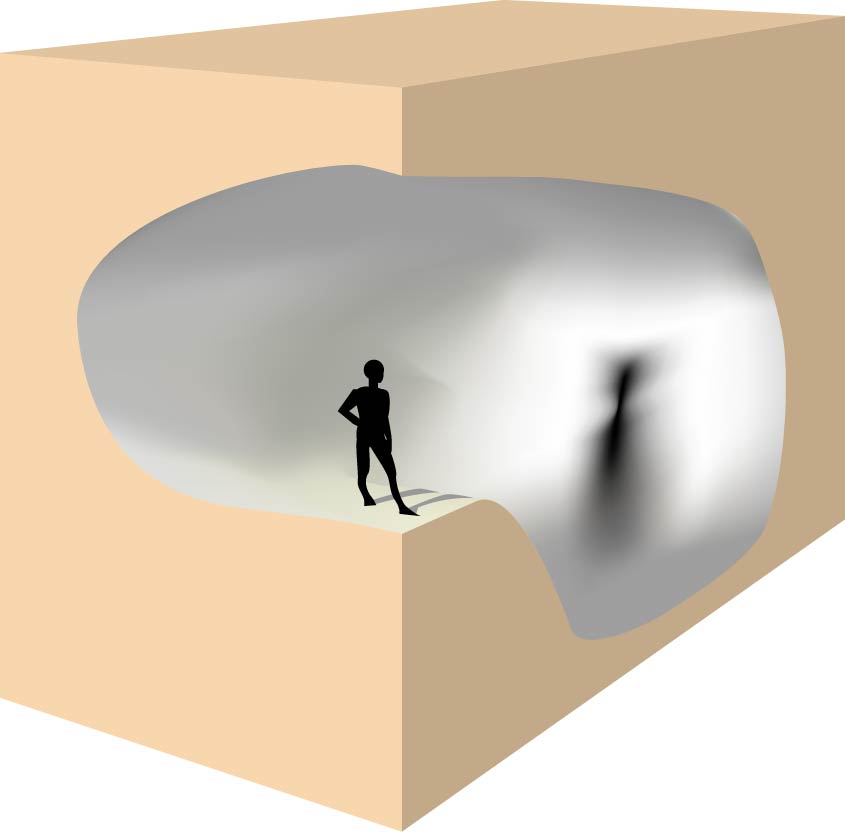
Allegoria della caverna: gli uomini attraverso i sensi non conoscono la realtà, ma solo la sua ombra.

Data la complessità del tema, per chiarire ulteriormente il pensiero platonico riguardo alla conoscenza, all'inizio del Libro VII viene fatto ricorso a un mito: all'interno di una caverna stanno, incatenati sin dalla nascita, alcuni uomini, incapaci di vederne l'entrata; alle loro spalle arde un fuoco e, tra il fuoco e l'entrata della caverna, passa una strada con un muretto che funge da schermo; per la strada passano diversi uomini, portando sulle spalle vari oggetti i quali proiettano le loro ombre sul fondo della caverna. Per i prigionieri le ombre che vedono sono la realtà. Ma se uno di essi fosse liberato e costretto a voltarsi e a uscire dalla caverna, inizialmente sarebbe abbagliato dalla luce e proverebbe dolore; tuttavia, a poco a poco ci si abituerebbe, potrebbe vedere i riflessi delle acque, poi gli oggetti reali, gli astri e infine il sole. Tornando nella caverna dovrebbe riabituare gli occhi all'oscurità e sarebbe deriso dai compagni qualora provasse a raccontare ciò che ha visto.
Con questo mito Platone spiega la sua dottrina delle idee, secondo cui la realtà sensibile è paragonabile alle ombre che i prigionieri vedono sul fondo della caverna, mentre esiste in qualche luogo fuori dal tempo e dallo spazio il "reale", che altro non è che "l'idea" (εἶδος). In questo mito, viene inoltre descritto il processo conoscitivo come un'ascesa abbastanza difficile e comunque graduale, secondo i gradi descritti nella metafora della linea: prima l'opinione, identificata nelle ombre sfocate, poi gli oggetti che fanno parte del mondo sensibile, poi i riflessi, identificabili con la matematica, fino ad arrivare alla conoscenza dell'idea del Bene che illumina tutte le altre (nel mito, è il sole).

### Il primato del Bene

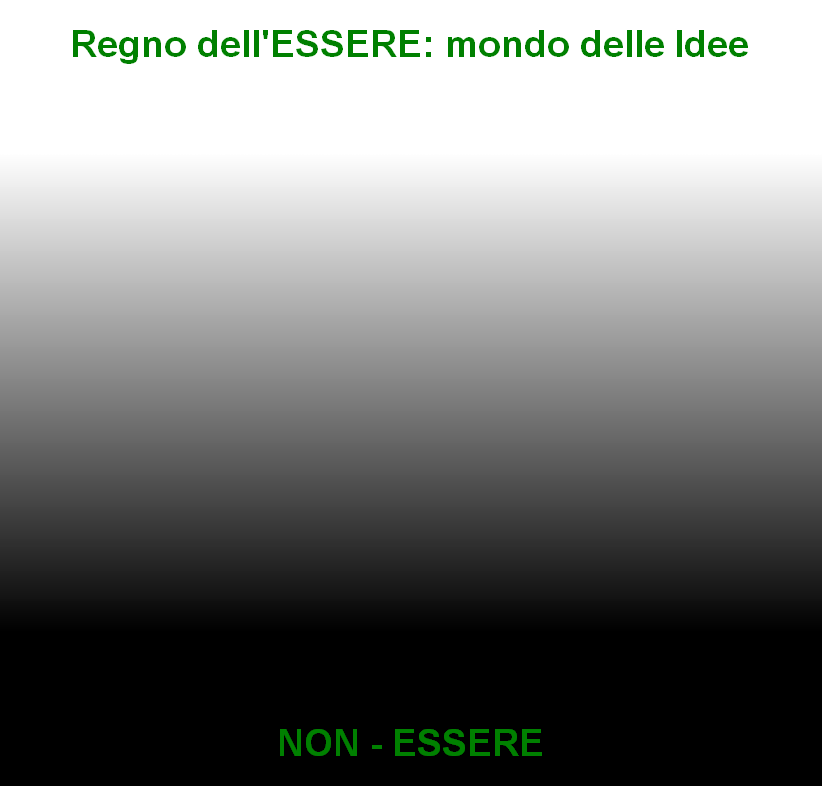
L'Essere secondo Platone: gerarchicamente strutturato secondo passaggi graduali che vanno da un minimo a un massimo

Si viene così ad affrontare uno dei passi più importanti e dibattuti della Repubblica, le pagine dei Libri VI e VII in cui Platone afferma il primato del Bene rispetto alle altre idee, paragonandolo al sole:
(Repubblica 509a, trad.: M. Vegetti)
Come il sole, quindi, illumina gli oggetti e li rende visibili alla vista, così dal Bene si irradiano verità (ἀλήθεια) e scienza (ἐπιστήμη). Il Bene occupa un piano di dignità superiore rispetto alle idee, le quali traggono da esso un fondamento in termini assiologici, gnoseologici e ontologici. Il Bene, origine della epistéme, è esso stesso conoscibile dopo una lunga ricerca, ma – curiosamente – di esso Socrate non dà alcuna definizione. Il Bene è quindi indefinibile (se non appunto attraverso un'immagine, quella del sole), e la scienza del Bene non è una scienza tra le altre, ma è la scienza prima necessaria non solo a chi deve governare uno Stato, ma a chiunque si debba occupare di una scienza specifica, poiché è la scienza della verità, che accomuna e fonda tutte le altre scienze.
La questione diventa più complessa quando si tratta di definire la collocazione del Bene, riguardo alla quale il dibattito è ancora aperto. Lo storico Giovanni Reale, e in generale la Scuola di Tubinga-Milano, riconoscono in queste pagine della Repubblica una serie di allusioni e riferimenti impliciti alle dottrine orali, che permetterebbe di identificare il Bene con l'Uno. Il Bene/Uno si contrappone alla molteplicità, ponendosi su un piano superiore dell'essere in quanto causa e fondamento dell'essere stesso. Di diverso avviso è però Mario Vegetti, che nell'edizione da lui curata della Repubblica afferma che il Bene non può trascendere il piano delle idee, in quanto è esso stesso un'idea; esso occuperebbe tuttavia all'interno del piano dell'essere una posizione eccezionale ed eccedente, e la sua superiorità non sarebbe ontologica, bensì solo assiologica. È bene tuttavia ricordare ancora una volta che la questione è oggetto di dibattito.

### Libri VIII-IX: la famiglia e lo Stato
L'uomo ha molti bisogni e da solo non è sicuramente in grado di soddisfarli; Platone non pensa dunque all'eremita, autosufficiente e solitario, ma a una comunità che rende possibile la vita del singolo individuo. In questa parte del dialogo, Platone critica la democrazia del suo tempo, in quanto il suo esito inevitabile è la demagogia. Già la oligarchia corrompe la società con l'importanza smodata data al denaro, il che produce un effetto nefasto soprattutto sui 
giovani. Questi, approfittando di ogni occasione per ostentare la propria ricchezza ai poveri, provocano l'invidia sociale. Prendendo quest'ultimi il potere, viene proclamata l'uguaglianza dei cittadini, sia degli eguali che dei diseguali, distribuendo a sorte gli incarichi politici. Nello stato trionfa la "libertà", ma questa, in realtà, non è altro che licenza, mancando di ogni ancoraggio ai valori etici. Allora viene meno la certezza del diritto, e, per fare carriera in ambito politico, è sufficiente proclamarsi "un amico del popolo”. Il rispetto per gli anziani viene considerato scempiaggine, la temperanza è vista come un'assenza di virilità. Per contro, la prepotenza viene considerata la vera buona educazione, l’anarchia è giudicata vera libertà, l'impudenza coraggio. La tirannide, infine, viene vista come l'esito inevitabile della degenerazione democratica (VIII, 560c).
Oltre all'educazione dei giovani, Platone spiega che i governanti devono vivere in perfetta comunione dei beni: non devono avere proprietà privata, né figli, in questo modo i governanti saranno interessati solamente al bene dello stato. Questi ultimi, una volta nati, verranno educati dallo stato in strutture apposite. Quanto alle donne, esse saranno in comune – come, del resto, anche gli uomini – e verranno stabiliti gli accoppiamenti dagli stessi magistrati – seppur con la finzione di un sorteggio – affinché vengano generate stirpi sempre migliori.
Particolarmente interessante è la posizione della donna nello stato ideale: questa viene considerata quasi al pari dell'uomo; anche se fisicamente più debole, anch'essa può prendere parte ai combattimenti e alle attività di governo.

### L'arte come imitazione dell'imitazione
Infine, Platone fa chiarire al suo maestro il ruolo dell'arte: Socrate ne esprime un giudizio negativo in quanto, dal punto di vista metafisico, è l'imitazione del mondo sensibile, che già di per sé è l'imitazione del mondo delle idee e, sul piano gnoseologico, rispecchia il mondo dell'opinione; dunque il filosofo non può far altro che denigrarla.
Platone non condanna solamente le forme artistiche figurative, ma si dichiara apertamente contrario anche alle rappresentazioni teatrali; in particolar modo al genere della tragedia. Il filosofo ellenico sosteneva infatti che la crescente carica emotiva di tali recite potesse avere un'influenza negativa e azione corruttrice sulle anime dei cittadini.
Tali argomenti verranno ripresi nel testo del 1963 Arte e Anarchia da Edgar Wind: storico dell'arte interdisciplinare tedesco specializzato nell'iconologia del Rinascimento.

### Libro X: il mito di Er
Alla fine dell'opera si trova il mito di Er. Attraverso di esso, Platone intende argomentare a favore dell'immortalità dell'anima e a quello di metempsicosi, oltre che mostrare come nella vita dell'uomo coesistano il caso, la libertà e la necessità.
Nel mito Er, un soldato morto in battaglia che ha l'avventura di resuscitare, racconta che nell'aldilà le anime vengono a caso sorteggiate per scegliere in  quali corpi reincarnarsi. Chi è stato sorteggiato tra i primi è sì avvantaggiato, perché ha una scelta maggiore, ma anche chi sceglie per ultimo ha molte possibilità di libera scelta perché il numero dei paradigmi di vita possibili offerto è più grande di quello delle anime e poi non è detto che la possibilità di scelta sia determinante, poiché ciò che importa è che si scelga bene.
Quindi il caso non assicura una scelta felice mentre determinanti potranno essere i trascorsi dell'ultima reincarnazione. Scegliere, nella visione platonica, significa infatti essere coscienti criticamente del proprio passato per non commettere più errori e avere una vita migliore.
Le Moire renderanno poi la scelta della nuova vita immodificabile, nessuna anima, una volta operata la scelta potrà cambiarla e la sua vita terrena sarà segnata dalla necessità.
Le anime si disseteranno con le acque del fiume Lete, ma quelle che lo hanno fatto in maniera smodata dimenticheranno la vita precedente, mentre i filosofi, che guidati dalla ragione, non hanno bevuto, manterranno il ricordo, solo un po' attenuato, del mondo delle idee, alle quali, durante la nuova vita, potranno riferirsi per ampliare la loro conoscenza e vivere serenamente.

## Letture moderne
Molti, da Marx a Rousseau, hanno visto in quest'opera di Platone un primo abbozzo di socialismo, sottolineando gli aspetti comunitari e antiindividualistici, leggibili nel celebre concetto di bene collettivo e nell'idea della comunanza dei beni e delle donne.
Ha avuto il suo spazio anche una lettura da parte di Popper, il quale ha intravisto nello stato ideale del filosofo greco il prototipo del moderno stato autoritario con la struttura gerarchica della società, il culto dei capi e la purezza della razza.
Ma non si deve assolutamente dimenticare la continua insistenza nelle varie opere platoniche sulla condanna della tirannia. Per di più, proprio nel X libro de La Repubblica Platone dice esplicitamente che solo ai tiranni è riservata la dannazione eterna, loro non potranno più re-incarnarsi.
Né di un Platone comunista si può parlare, anche perché applicare categorie moderne agli antichi pensatori è sempre molto pericoloso e rischia di travisare completamente l'esatta portata di un'idea. In proposito si può considerare che:
- l'abolizione della proprietà privata era solo nei confronti dei governanti e dei guardiani perché non cadessero in ciò che noi oggi usiamo chiamare "conflitto d'interesse";
- forti disparità sociali permanevano, era comunque un'ideologia "classista" (si pensi alla suddivisione degli uomini in "bronzei", "argentei" e "aurei");
- il comunismo è stato teorizzato attraverso concetti quali categorie economiche complesse, come la nascita e lo sviluppo del capitalismo, ben più che lontane dal mondo greco;
- le donne nell'ideologia marxista sono già considerate come titolari di diritti, anche se non di pari opportunità, completamente avulsi dall'opinione dominante al momento della stesura del Manifesto di Marx; la donna nel mondo greco antico era invece espressamente considerata inferiore e non aveva alcun potere in società se non quello della procreazione[40].

### Tradizione testuale di riferimento
- Platonis opera, Res publica, recognovit brevique adnotatione critica instruxit John Burnet, Scriptorum Classicorum Bibliotheca Oxoniensis, Oxford, Clarendon, 1902.
- Platon, Œuvres complètes. La République, 3 voll., Introduction de Auguste Diès, Texte établi et traduit par Émile Chambry, Paris, Les Belles Lettres, 1931-1934.
- Platonis, Rempublicam, recognovit brevique adnotatione critica instruxit S.R. Slings, Bibliotheca Oxoniensis, Oxford Classical Texts, OUP-Clarendon, 2003.

### Edizioni italiane
- La Repubblica, trad. di Giuseppe Fraccaroli, luoghi scelti e annotati da Manara Valgimigli e L. Minio-Paluello, Firenze, La Nuova Italia, 1934.
- La Repubblica, trad. di Emidio Martini, argomenti e note di Domenico Bassi, Torino, Paravia, 1940; Introduzione di Giovanni Pugliese Carratelli, Collana Grandi Classici Greci Latini, Santarcangelo di Romagna, Rusconi, 2008; Liberamente, 2024; Roma, Theoria, 2024.
- La Repubblica, trad. di Francesco Gabrieli, Firenze, Sansoni, 1950-1990; Introduzione di Francesco Adorno, Collana BUR, Milano, Rizzoli, novembre 1981; Collana I Grandi Classici Latini e Greci, Milano, Fabbri Editori, 1994.
- La Repubblica, in: Dialoghi politici, a cura di Francesco Adorno, Collezione Classici della Filosofia, Torino, UTET, 1953, 1988, 2004.
- Politeia, in: I Dialoghi, 3 voll., trad. e cura di Enrico Turolla, Collana Classici Rizzoli, Milano, Rizzoli, 1953, 1964.
- La Repubblica, trad. di Franco Sartori, in: Dialoghi, vol. V: Il Clitofonte. La Repubblica, Filosofi antichi e medievali, Bari, Laterza, 1956; Introduzione di Mario Vegetti, Note di Bruno Centrone, Roma-Bari, Laterza, 1994; nuova ed. riveduta, Collana Economica n.100, Laterza, 1999, VI ristampa, 2024.
- Repubblica, a cura di Nino Marziano e Giorgio Verdi, Introduzione di Aldo Magris, Collana Grande Universale, Milano, Mursia, 1990, ISBN 978-88-425-0655-3.
- La Repubblica, a cura di Giuseppe Lozza, Collana Oscar, Mondadori, Milano, settembre 1990-2025; Milano Club degli Editori, 1995; Milano, Fabbri Centauria, 2016.
- Repubblica o Sulla Giustizia, trad. e commento di Mario Vitali, Introduzione di Helmut Kohlenberger, Collana UEF. I Classici, Milano, Feltrinelli, aprile 1991.
- Repubblica, trad. di Roberto Radice, in: Tutti gli Scritti, a cura di Giovanni Reale, Milano, Rusconi, settembre 1991; Collana Il Pensiero Occidentale, Milano, Bompiani, aprile 2000.
- La Repubblica, trad., Premessa e note di Giovanni Caccia, a cura di Enrico V. Maltese, Presentazione di Luciano De Crescenzo, con un saggio di Francesco Adorno, Roma, Newton Compton, 1997.
- La Repubblica, 7 voll., trad. e commento a cura di Mario Vegetti, Napoli, Bibliopolis, 1998-2007; Introduzione e note rivedute di M. Vegetti (senza commentario), Collana BUR Classici Greci e Latini, Milano, Rizzoli, 2007, ISBN 978-88-170-1337-6.
- Repubblica, trad. e note di Roberto Radice, in parte in coll. con Giovanni Reale, a cura di G. Reale e R. Radice, Collana Il pensiero occidentale, Milano, Bompiani, 2009, ISBN 978-88-452-6359-0.
- Repubblica, trad. di Bruno Centrone, Biblioteca dell'Utopia, Milano, Mondadori, 2012, ISBN 978-88-046-2786-9.